# Leichtathletik-Weltmeisterschaften 2011/Teilnehmer (Nigeria)
| Gelbes Symbol für Goldmedaillen mit stilisierten Olympischen Ringen | Graues Symbol für Silbermedaillen mit stilisierten Olympischen Ringen | Braundes Symbol für Bronzemedaillen mit stilisierten Olympischen Ringen |
| ------------------------------------------------------------------- | --------------------------------------------------------------------- | ----------------------------------------------------------------------- |
| —                                                                   | —                                                                     | —                                                                       |

Der Leichtathletik-Verband Nigerias stellte bei den Leichtathletik-Weltmeisterschaften 2011 im koreanischen Daegu 15 Teilnehmer.

## Ergebnisse

### Männer

#### Laufdisziplinen
| Athlet             | Disziplin | Vorlauf | Vorlauf | Halbfinale    | Halbfinale    | Finale        | Finale        |
| Athlet             | Disziplin | Zeit    | Platz   | Zeit          | Platz         | Zeit          | Platz         |
| ------------------ | --------- | ------- | ------- | ------------- | ------------- | ------------- | ------------- |
| Peter Emelieze     | 100 m     | 10,58 s | 38      | ausgeschieden | ausgeschieden | ausgeschieden | ausgeschieden |
| Ogho-Oghene Egwero | 100 m     | 10,57 s | 36      | ausgeschieden | ausgeschieden | ausgeschieden | ausgeschieden |

#### Sprung/Wurf
| Athlet           | Disziplin  | Qualifikation | Qualifikation | Finale        | Finale        |
| Athlet           | Disziplin  | Weite/Höhe    | Platz         | Weite/Höhe    | Platz         |
| ---------------- | ---------- | ------------- | ------------- | ------------- | ------------- |
| Stanley Gbagbeke | Weitsprung | DNS           | DNS           | ausgeschieden | ausgeschieden |
| Tosin Oke        | Dreisprung | 16,60 m       | 16            | ausgeschieden | ausgeschieden |

### Frauen

#### Laufdisziplinen
| Athletin                                                              | Disziplin    | Vorlauf        | Vorlauf | Halbfinale    | Halbfinale    | Finale        | Finale        |
| Athletin                                                              | Disziplin    | Zeit           | Platz   | Zeit          | Platz         | Zeit          | Platz         |
| --------------------------------------------------------------------- | ------------ | -------------- | ------- | ------------- | ------------- | ------------- | ------------- |
| Oludamola Osayomi                                                     | 100 m        | 11,14 s        | 6       | 11,58 s       | 21            | ausgeschieden | ausgeschieden |
| Blessing Okagbare                                                     | 100 m        | 11,09 s        | 1       | 11,22 s       | 5             | 11,12 s       | 5             |
| Blessing Okagbare                                                     | 200 m        | DNS            | DNS     | ausgeschieden | ausgeschieden | ausgeschieden | ausgeschieden |
| Endurance Abinuwa                                                     | 200 m        | 23,53 s        | 26      | ausgeschieden | ausgeschieden | ausgeschieden | ausgeschieden |
| Seun Adigun                                                           | 100 m Hürden | 13,13 s SB     | 21      | 13,14 s       | 19            | ausgeschieden | ausgeschieden |
| Muizat Ajoke Odumosu                                                  | 400 m Hürden | 56,23 s        | 19      | 56,41 s       | 17            | ausgeschieden | ausgeschieden |
| Gloria Asumnu Oludamola Osayomi Agnes Osazuwa Blessing Okagbare       | 4 × 100 m    | 42,74 s SB     | 5       |               |               | 42,93 s       | 6             |
| Omolara Omotosho Muizat Ajoke Odumosu Margaret Etim Bukola Abogunloko | 4 × 400 m    | 3:25,59 min SB | 6       |               |               | 3:29,82 min   | 6             |

#### Sprung/Wurf
| Athletin          | Disziplin  | Qualifikation | Qualifikation | Finale        | Finale        |
| Athletin          | Disziplin  | Weite/Höhe    | Platz         | Weite/Höhe    | Platz         |
| ----------------- | ---------- | ------------- | ------------- | ------------- | ------------- |
| Doreen Amata      | Hochsprung | 1,95 m NR     | 7             | 1,93          | 8             |
| Blessing Okagbare | Weitsprung | 6,36 m        | 18            | ausgeschieden | ausgeschieden |